# Gijs Vermeulen
Pour les articles homonymes, voir Vermeulen.
Gijsbert Theodor "Gijs" Vermeulen est un rameur néerlandais né le 7 mai 1981 à Amsterdam (Pays-Bas). 

## Biographie
Lors des Jeux olympiques d'été de 2004 à Athènes, Gijs Vermeulen participe à l'épreuve de huit avec Michiel Bartman, Jan-Willem Gabriëls, Daniël Mensch, Geert-Jan Derksen, Gerritjan Eggenkamp, Matthijs Vellenga, Chun Wei Cheung et Diederik Simon et remporte la médaille d'argent. Il participe aussi à l'épreuve de quatre sans barreur aux Jeux olympiques d'été de 2008 à Pékin, terminant à la huitième place.

## Palmarès
- Jeux olympiques d'été de 2004 à Athènes
  -  Médaille d'argent en huit